# Seventh Rum of a Seventh Rum
Seventh Rum of a Seventh Rum è il settimo album in studio del gruppo musicale scozzese Alestorm, pubblicato nel 2022 dalla Napalm Records.

## Tracce
1. Magellan's Expedition – 4:38
2. The Battle of Cape Fear River – 3:06
3. Cannonball – 3:57
4. P.A.R.T.Y. – 3:23
5. Under Blackened Banners – 4:39
6. Magyarország – 3:58
7. Seventh Rum of a Seventh Rum – 3:21
8. Bite the Hook Hand that Feeds – 4:09
9. Return to Tortuga – 3:54
10. Come to Brazil – 2:09
11. Wooden Leg (Part III) – 5:44

## Formazione
- Christopher Bowes – voce, keytar
- Máté Bodor – chitarra
- Gareth Murdock – basso
- Elliot Vernon – tastiera, voce
- Peter Alcorn – batteria